# Gratens
Gratens är en kommun i departementet Haute-Garonne i regionen Occitanien i södra Frankrike. Kommunen ligger i kantonen Le Fousseret som tillhör arrondissementet Muret. År 2022 hade Gratens 763 invånare.

## Befolkningsutveckling
Antalet invånare i kommunen Gratens
Referens:INSEE